# Vanadiumhexacarbonyl
Vanadiumhexarbonyl ist ein Metallcarbonyl mit der chemischen Formel V(CO)6. Diese hochreaktive Spezies ist aus theoretischer und wissenschaftlicher Perspektive bemerkenswert. Es ist ein seltenes Beispiel eines isolierbaren homoleptischen Metallcarbonyls, das paramagnetisch ist. Die meisten Metallcarbonyle mit der Formel Mex(CO)y  folgen der 18-Elektronen-Regel, während V(CO)6 nur 17 Valenzelektronen aufweist.

## Synthese
Traditionell wird V(CO)6 in zwei Schritten über die Zwischenstufe H[V(CO)6] hergestellt. In einem ersten Schritt wird VCl3 mit metallischem Natrium unter 200 atm CO bei 160 °C reduziert. Das Lösungsmittel für diese Reduktion ist in der Regel Diglyme, CH3OCH2CH2OCH2CH2OCH3. Dieser Triether löst Natriumsalze auf ähnliche Weise wie ein Kronenether:
{\displaystyle \mathrm {VCl_{3}\ +\ 4\ Na\ +\ 6\ CO\ +\ Diglyme\ {\xrightarrow {(200\ bar,\ 433\ K,\ 48\ h)}}} }{\displaystyle \mathrm {\ Na(digly)_{2}[V(CO)_{6}]\ +\ 3\ NaCl} }
{\displaystyle \mathrm {[V(CO)_{6}]^{-}\ +\ H^{+}\ {\xrightarrow {\ }}H[V(CO)_{6}]\ {\xrightarrow {\ }}V(CO)_{6}\ +\ H_{2}} }
Mittlerweile wurde von Ellis und Liu eine verbesserte Niederdruck-Synthese entwickelt.

## Eigenschaften

### Physikalische Eigenschaften
Vanadiumhexacarbonyl ist eine bei Zimmertemperatur feste, kristalline Substanz von bläulich-grüner Farbe. Sie löst sich nicht in Wasser oder Ethanol, wenig in gesättigten Kohlenwasserstoffen wie Hexan aber gut in anderen organischen Lösungsmitteln unter Gelbfärbung der Lösung. Die Wellenzahl der C-O-Streckschwingung νCO des freien Kohlenstoffmonoxids liegt bei 1976 cm−1.
V(CO)6 hat eine oktaedrische Koordinationsgeometrie (Oh). Hochauflösende Röntgen-Kristallographie zeigt, dass das Molekül leicht verzerrt ist mit zwei kürzeren V–C-Bindungen von 199,3 pm und vier äquatorialen von 200,5 pm. Eine solche Verzerrung könnte aufgrund des Jahn-Teller-Effekts entstanden sein.

### Chemische Eigenschaften
V(CO)6 reagiert mit Cyclopentadienyl-Anionen zu einem orangefarbenen Komplex (C5H5)V(CO)4 (Smp. 136 °C). Wie viele ladungsneutrale metallorganische Verbindungen ist dieser Halbsandwichkomplex leicht flüchtig.
V(CO)6 ist ein thermisch empfindliches Material. Seine primäre Reaktion ist die Reduktion zum Monoanion [V(CO)6]− sowie die Substitution durch Phosphane, häufig auch unter Disproportionierung. Vanadiumhexacarbonyl kann bei der Zersetzung toxische Verbindungen wie Kohlenstoffmonoxid und Vanadiumoxide freisetzen. Die Substanz ist eine pyrophore Verbindung, die beim Erhitzen explodieren kann.

## Verwendung
Vanadiumhexacarbonyl wird als Katalysator bei Isomerisierungs- und Hydrierungsreaktionen eingesetzt.